# Dionne Warwick
Marie Dionne Warwick (ur. 12 grudnia 1940 w East Orange) – amerykańska piosenkarka, aktorka i prezenterka telewizyjna.
Zaśpiewała wiele przebojów, m.in. „Don’t Make Me Over” (1962), „I Say a Little Prayer” (1967), „Do You Know the Way to San Jose” (1968), „I'll Never Fall in Love Again” (1969) i „Heartbreaker” (1982). W 2024 wprowadzona do Rock and Roll Hall of Fame.

## Życiorys
Urodziła się na Wschodnim Wybrzeżu Stanów Zjednoczonych. Zadebiutowała jako wykonawczyni gospel na początku lat 60. w kościelnym chórze Drinkard-Singers prowadzonym przez jej matkę. Wraz z siostrą i kuzynem tworzyła zespół The Gospelaires. Pracowała również jako wokalistka sesyjna. Studiowała śpiew w The Hartt College of Music.
W 1962 i 1964 zagrała koncerty w koncertowej hali Olympia w Paryżu. Została dostrzeżona przez kompozytora Burta Bacharacha, który podarował jej singiel „Don’t Make Me Over” stał się przebojem w USA. Podpisała kontrakt z wytwórnią Scepter Records. Zagrała główną rolę (Cassy) w filmie Niewolnicy (The Slaves, 1969).
W 1982 nagrała album pt. Heartbreaker, który osiągnął komercyjny sukces, rozchodząc się w liczbie miliona egzemplarzy na świecie i trafiając na pierwsze miejsca list bestsellerów w USA, Australii i wielu krajach Europy. Płytę promowała tytułowym singlem, który również stał się przebojem. W 1985 w ramach projektu USA for Africa wzięła udział w nagraniach zbiorowego singla charytatywnego „We Are the World”, a także odsłoniła swoją gwiazdę na Hollywood Hall of Fame oraz nagrała cover piosenki Burta Bacharacha i Carole Bayer Sager „That’s What Friends Are For” razem z Gladys Knight, Eltonem Johnem i Stevie Wonderem; dochód ze sprzedaży singla został przeznaczony na rzecz walki z AIDS.
W 1998 wystąpiła gościnnie w operze mydlanej Moda na sukces, gdzie zaśpiewała piosenkę tytułową serialu, „High Upon This Love”.
Jest siostrzenicą Cissy Houston i była kuzynką Whitney Houston.